# Башкиров, Руслан Игоревич
Руслан Игоревич Башкиров (род. 7 марта 1989, Москва) — российский хоккеист, нападающий. Мастер спорта России. Брат-близнец Роман играл в низших лигах.

## Биография
До 2002 года занимался в московском «Динамо», затем вместе с братом перешёл в «Спартак». В сезонах 2004/05 — 2005/06 играл в первой лиге за «Спартак-2». На импорт-драфте CHL братья были выбраны клубом QMJHL «Квебек Ремпартс», где и провели сезон 2006/07 — Руслан набрал 67 (30+37) очков в 64 матчах, Роман — 68 (34+34) в 70. На драфте НХЛ 2007 года Руслан Башкиров был выбран во 2-м раунде под общим 60-м номером клубом «Оттава Сенаторз», но, не захотев играть без брата, вернулся в Россию. 6 июля 2007 года братья подписали пятилетние контракты с клубом «Ак Барс», однако через полтора месяца расторгли соглашения. Вскоре братья перешли в «Химик» Мытищи, подписав трёхлетние контракты. Руслан, проведя четыре матча, получил травму, пропустил 1,5 месяца и был переведён во вторую команду. Заканчивал сезон в аренде в «Кристалле» Электросталь. Летом расторг контракт и перешёл в клуб высшей лиги «Рысь» Подольск. В начале сезона был отдан в аренду в тольяттинскую «Ладу», за которую провёл два матча в КХЛ.
Выступал за команды «Молот-Прикамье» (2009/10 — 2010/11, ВХЛ), «Рязань» (2010/11 — 2013/14, ВХЛ), «Амур» (2014—2015, КХЛ), «Буран» Воронеж (2015—2016).
Участник чемпионата мира среди юниоров 2006.
Окончил Московский юридический институт.